# Markus Pilz
Markus Pilz (* 18. Mai 1962; † 3. Oktober 2014 in Kreuztal) war ein deutscher Rollstuhlleichtathlet.
Seit dem 16. Lebensjahr aufgrund eines Moped-Unfalls querschnittgelähmt, avancierte der aus dem Siegener Stadtteil Geisweid stammende und in Meiswinkel wohnhafte Pilz in den 1990er Jahren zu einem der erfolgreichsten deutschen Behindertensportler. In den Jahren 1990 und 1991 gewann er den Hamburg-Marathon in der Rollstuhlfahrer-Klasse. 1991 wurde er über die 1500-Meter-Strecke Weltmeister in Tokio und stellte dabei einen Weltrekord auf. Bei den Paralympics in Barcelona im Jahr 1992 holte er über 400 Meter in neuer Weltrekordzeit von 51,93 s die Goldmedaille. Auch mit der deutschen 4-mal-100-Meter-Staffel stellte er mit einer Zeit von 55,63 s einen neuen Weltrekord auf und gewann Gold. Ferner fügte er seiner Trophäensammlung bei dieser Paralympics-Teilnahme eine Silbermedaille über 5000 Meter und jeweils eine Bronzemedaille über 10.000 Meter und mit der 4-mal-400-Meter-Staffel hinzu. 1996 gewann er bei den Paralympischen Spielen 1996 in Atlanta eine weitere Silbermedaille über 400 Meter. 1993 zeichnete Bundespräsident Richard von Weizsäcker Pilz mit dem Silbernen Lorbeerblatt aus. Der für die BSG Ferndorf startende Pilz wurde 1987, 1988, 1991, 1992 zum Sportler des Jahres im Kreis Siegen-Wittgenstein gewählt.
Pilz starb 52-jährig, als er mit seinem Handbike auf einer Trainingsfahrt im Kreuztaler Stadtteil Eichen von einem Auto erfasst wurde und tödliche Verletzungen erlitt. Er war mit der Leichtathletin Anke Breitenbach (Deutsche Hallen-Jugendmeisterin 1986, Deutsche Juniorenmeisterin 1989 und 1990) verheiratet und hinterließ neben seiner Ehefrau eine 16-jährige Tochter.